# Diacyclops dimorphus
Diacyclops dimorphus är en kräftdjursart som beskrevs av J. W. Reid och Strayer 1994. Diacyclops dimorphus ingår i släktet Diacyclops och familjen Cyclopidae. Inga underarter finns listade i Catalogue of Life.